# Omar Zarif
Omar Zarif (Avellaneda, Buenos Aires, Argentina, 2 de septiembre de 1978) es un exfutbolista argentino. Jugaba de centrocampista y su último equipo fue Banfield de la Primera División de Argentina.

## Trayectoria
Cuando asistía al Colegio De La Salle, ya se notaban sus cualidades, donde sobresalía por su velocidad. De adolescente mostraba con su ida y vuelta que iba a tener una buena carrera.
Su primer club profesional fue el Club Sportivo Dock Sud donde jugó entre 1998 y 2002. En ese mismo año pasó a jugar en El Porvenir y luego fue al Club Atlético Los Andes. En el año 2004 fichó para Defensa y Justicia de la Primera "B" Nacional. 
Posteriormente fichó por Nueva Chicago, donde llegó a ser capitán. Con este equipo ascendió a la Primera División de Argentina en 2006, con Rodolfo Motta como técnico. En el año 2007 firmó por el Club Atlético Huracán. En julio del año 2008, el "turco" firmó un préstamo por un año en el Club Atlético Rosario Central. El "turco" marcó su primer gol en Rosario Central frente a Arsenal de Sarandí, partido que su equipo ganó por 3 a 0.
En julio de 2012 pasó a integrar la plantilla del Club Atlético Banfield. En el campeonato de la B Nacional 2013/14 se corona campeón del torneo logrando su segundo ascenso a la primera división del fútbol argentino. En este torneo Banfield supera en la tabla a Independiente que también logró el tan ansiado ascenso saliendo tercero. 
Su último partido como profesional fue contra su exequipo Rosario Central en la cancha de Banfield, perdiendo por 3 a 2. Luego de una emotiva despedida como jugador el turco se unió al cuerpo técnico de Matías Almeyda.

## Clubes
| Club               | País      | Año         |
| ------------------ | --------- | ----------- |
| Dock Sud           | Argentina | 1998 - 2002 |
| El Porvenir        | Argentina | 2002 - 2003 |
| Los Andes          | Argentina | 2003 - 2004 |
| Defensa y Justicia | Argentina | 2004 - 2005 |
| Nueva Chicago      | Argentina | 2005 - 2007 |
| Huracán            | Argentina | 2007 - 2008 |
| Rosario Central    | Argentina | 2008 - 2009 |
| Chacarita Juniors  | Argentina | 2009 - 2010 |
| Rosario Central    | Argentina | 2010 - 2012 |
| Banfield           | Argentina | 2012 - 2014 |

## Palmarés
| Club          | Campeonato                   | País      | Año     |
| ------------- | ---------------------------- | --------- | ------- |
| Nueva Chicago | Torneo Clausura (B Nacional) | Argentina | 2006    |
| Banfield      | Primera B Nacional           | Argentina | 2013/14 |